# Bhagabhadra
Bhagabhadra byl předposlední král z dynastie Šungů, jež vládl severním, středním i východním oblastem dnešní Indie kolem roku 110 př. n. l. I přesto, že tehdejším hlavním městem Šungů byla Patáliputra, Bhagabhadrův dvůr sídlil ve Vidiše.
Záznam o Bhagabhadrovi pochází z tzv. Heliodórova pilíře, který nechal ve Vidiše vztyčit Heliodóros, vyslanec krále Indo-řeckého království Antialkida na Bhagabhadrově dvoře.